# 1 Armia Polska w ZSRR

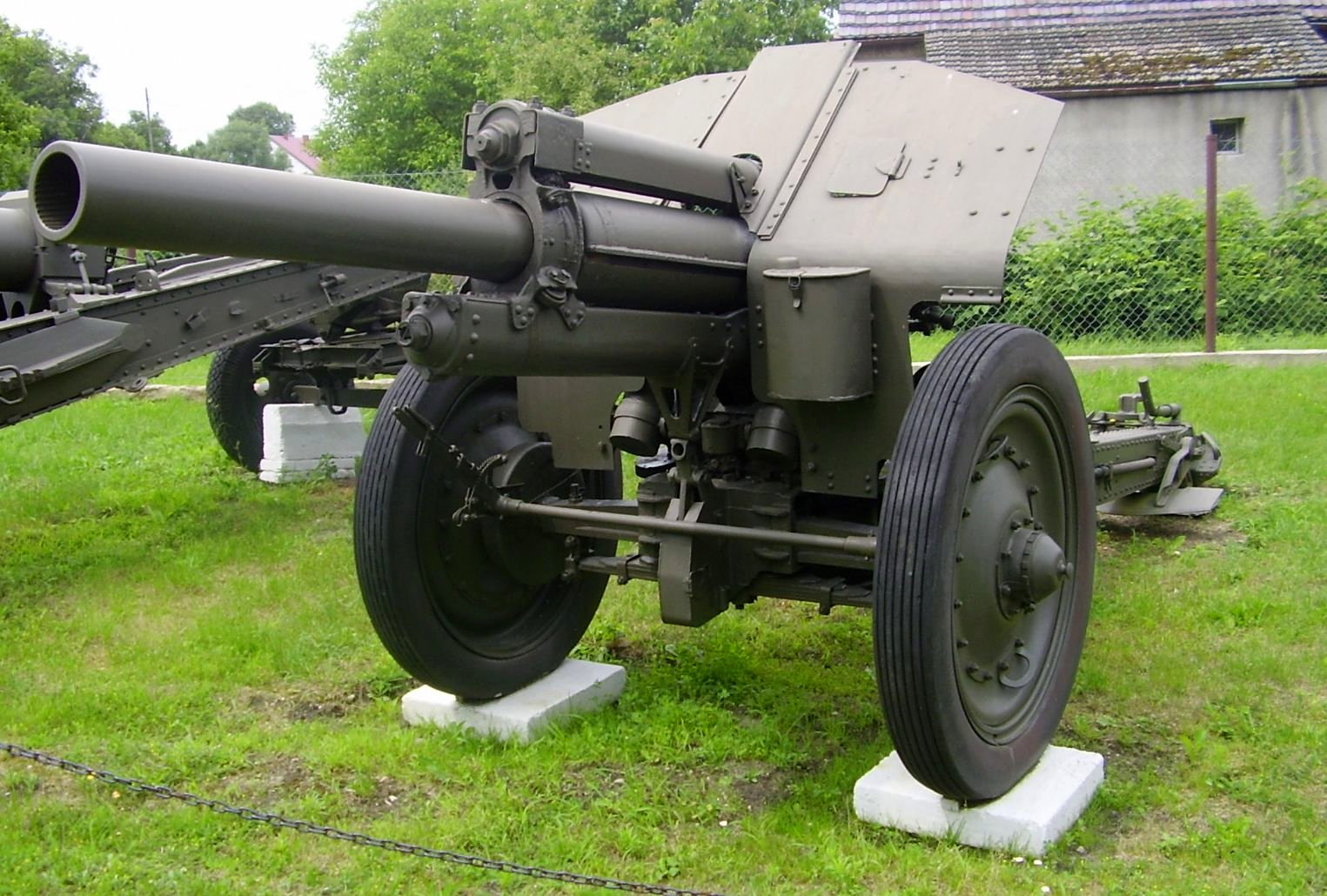
122 mm haubica wz. 1938 (M-30) – typ uczestniczący w walkach nad Turią

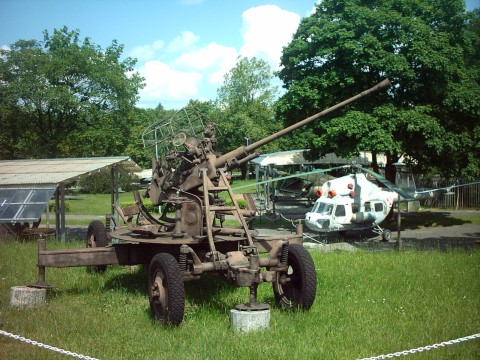
37 mm armata przeciwlotnicza wz. 1939 (61-K) – typ uczestniczący w obronie Darnicy

1 Armia Polska w ZSRR – związek operacyjny Wojska Polskiego sformowany w ZSRR w 1944.
16 marca 1944 roku władze radzieckie wyraziły zgodę na przekształcenie 1 Korpusu w 1 Armię Polską. Dowódcą armii mianowano gen. dyw. Zygmunta Berlinga. Ośrodkiem formowania od marca do lipca 1944 rok był rejon Sum koło Charkowa, a od lipca do września – rejon Żytomierza.

## Skład armii czynnej
- Dowództwo 1 Armii Polskiej w ZSRR
- 1 Polska Dywizja Piechoty im. Tadeusza Kościuszki
- 2 Polska Dywizja Piechoty im. Henryka Dąbrowskiego
- 3 Polska Dywizja Piechoty im. Romualda Traugutta
- 4 Polska Dywizja Piechoty im. Jana Kilińskiego
- 1 Polska Dywizja Artylerii Przeciwlotniczej
- 1 Polska Brygada Pancerna im. Bohaterów Westerplatte
- 1 Polska Brygada Artylerii Ciężkiej im. Józefa Bema
- 2 Polska Brygada Artylerii Haubic
- 3 Polska Brygada Artylerii Haubic

## Walki oddziałów 1 Armii Polskiej
7 kwietnia na stacji kolejowej Darnica pod Kijowem 1 samodzielny dywizjon artylerii przeciwlotniczej stoczył nocną walkę z nieprzyjacielskim lotnictwem atakującym stację zapełnioną transportami wojskowymi. Spośród około 50 atakujących samolotów Ju-88 strącono 5 samolotów.
W dniach 18–21 lipca zgrupowanie artylerii polskiej w składzie 1 i 5 Brygady Artylerii Ciężkiej, 1, 2 i 3 pułku artylerii lekkiej oraz 8 pułku artylerii haubic, 1 pułku moździerzy, 4 pułku artylerii przeciwpancernej i 5 dywizjonu pomiarów artyleryjskich, w łącznej sile 21 dywizjonów, wspierało wojska sowieckiej 69 Armii podczas walk nad rzekami Turią i Bugiem w rejonie Dolska i Dorohuska. 23 lipca 69 Armia kontynuowała pościg za nieprzyjacielem, a zgrupowanie polskiej artylerii pod Husynnem dołączyło do przeprawiających się przez Bug związków 1 AP.

## Przeformowanie
21 lipca Polski Komitet Wyzwolenia Narodowego, wydał w imieniu Krajowej Rady Narodowej dekret scalający Armię Polską w ZSRR z Armią Ludową w Wojsko Polskie, a 22 lipca powołał Naczelne Dowództwo Wojska Polskiego.
Naczelnym Dowódcą WP został gen. Michał Żymierski, który w rozkazie wydanym 29 lipca nakazał używanie terminu – Wojsko Polskie – w podległych sobie wojskach.
8 sierpnia 1944 Naczelne Dowództwo WP wydało rozkaz nr 003, w którym rozwiązano Radę Wojenną Armii Polskiej w ZSRR. Rozkaz ten ostatecznie kończy działalność AP w ZSRR.